# Ilansay

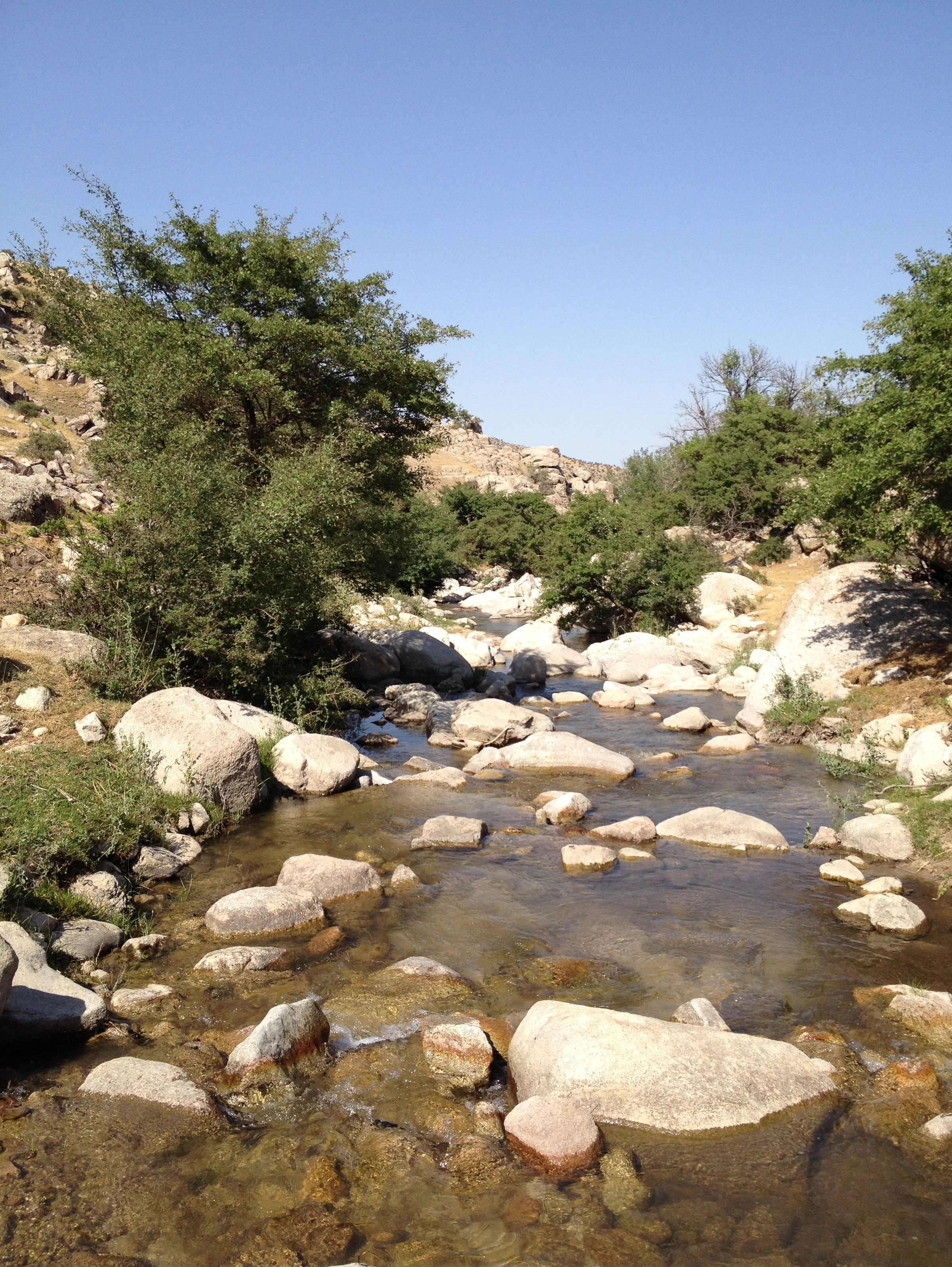
L'Ilansay en juin

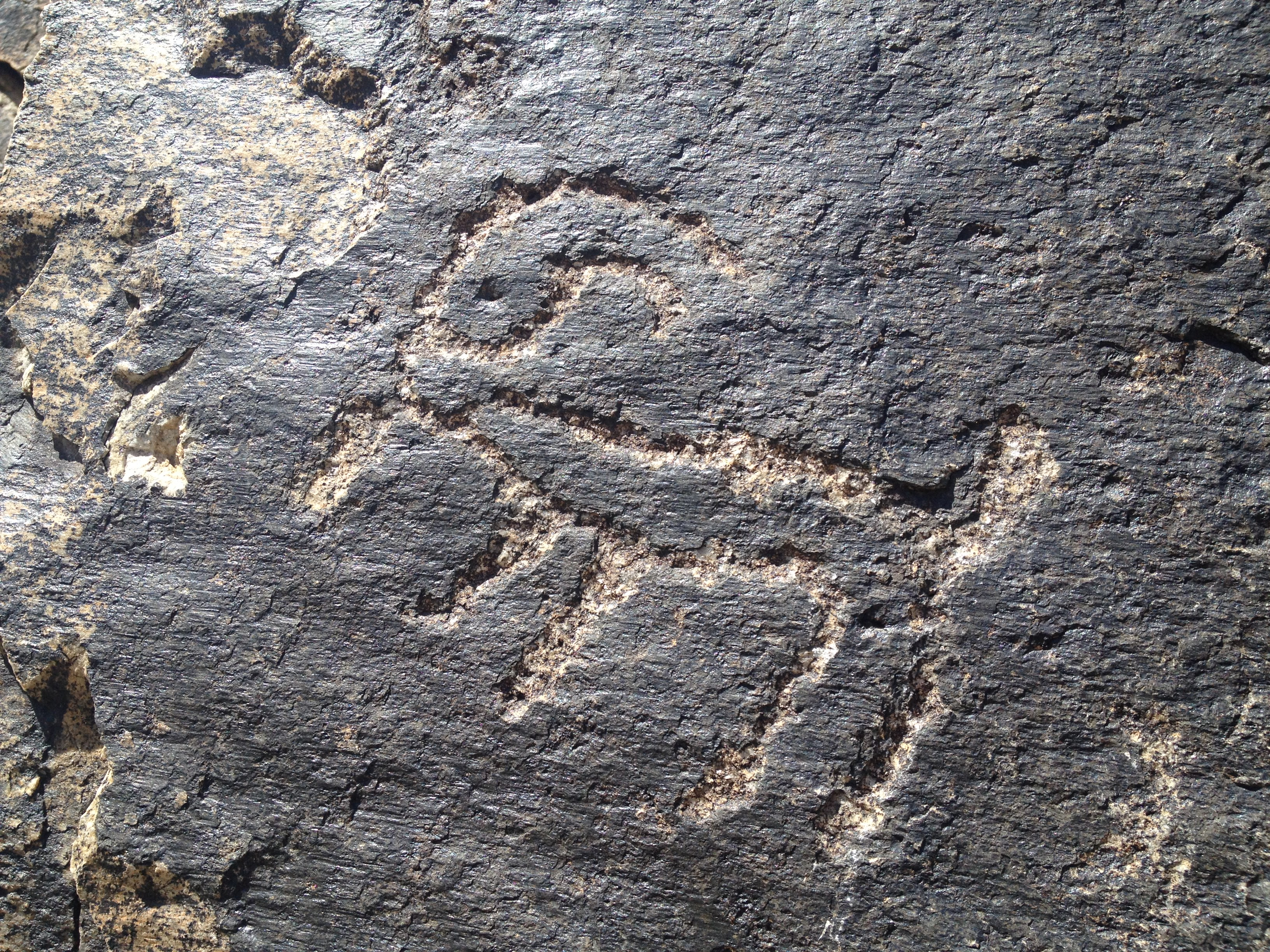
Gravures rupestres d'Ilansay : dessin de chèvre

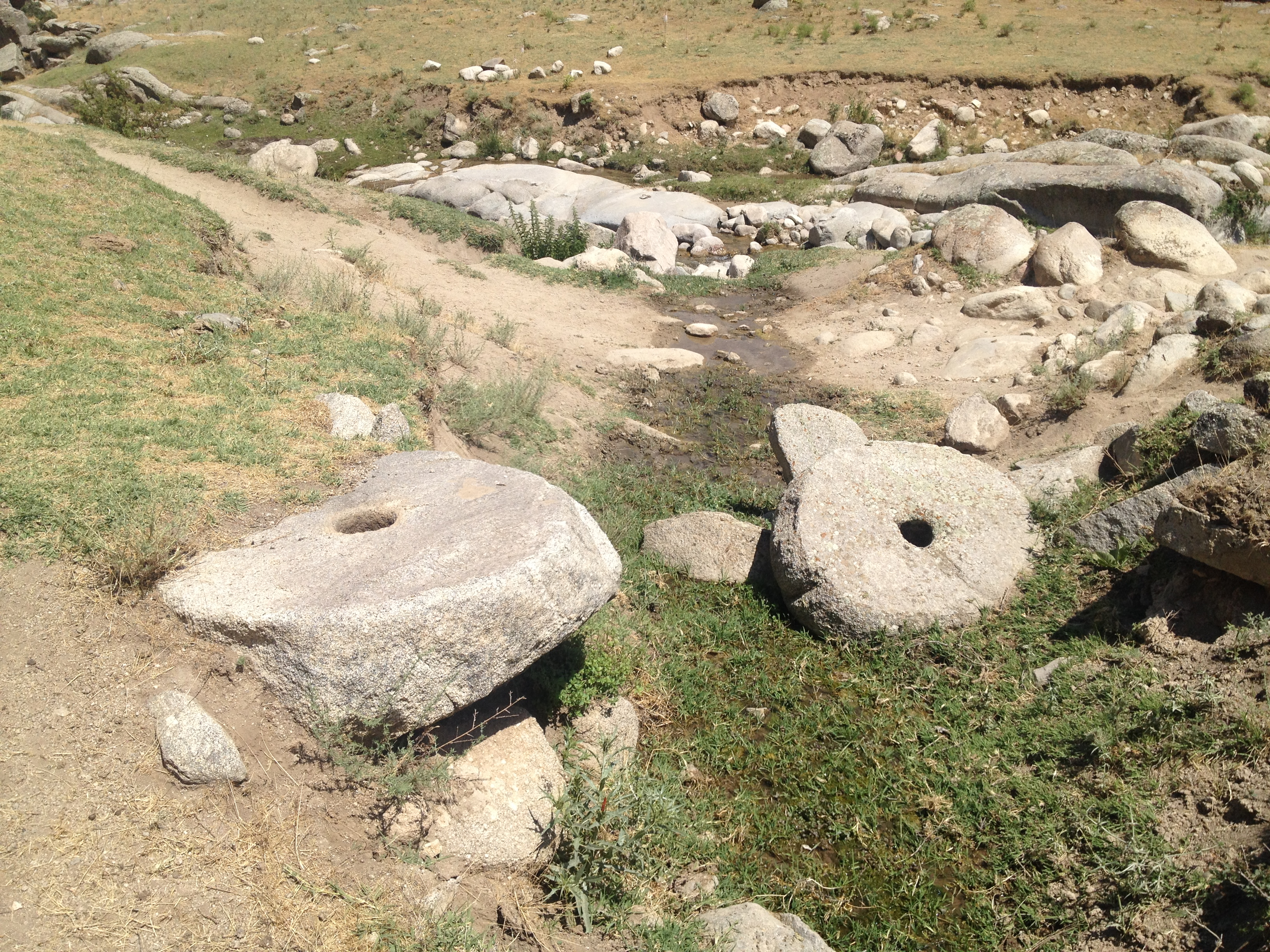
Ribe (moulin) à Ilansay, dans l'ancienne carrière

L'Ilansay (ouzbek : Ilonsoy ; russe : Илонсaй) est une rivière de montagne de la province de Samarcande, en Ouzbékistan. Elle se jetait autrefois dans le canal Dargom (bassin de la rivière Zeravchan), mais elle ne l'atteint plus en raison des prélèvements liés à l'irrigation. Elle accueille en amont un site d'art rupestre : les gravures rupestres d'Ilansay.

## Description
La longueur de la rivière est de 24 km. La rivière est alimentée principalement par les eaux pluviales et de sources. Au printemps l'eau est abondante mais, durant l'été, la rivière se tarit.
L'Ilansay prend naissance sur le versant nord des monts Karatepa, à l'ouest des monts Zeravchan et recueille les eaux de 40 ruisseaux. La rivière s'écoule dans la direction nord-est.
Sur son cours inférieur, la rivière passe par un ravin, et sur la droite se trouve une carrière de gravier. Plus loin, jusqu'à la localité Yanguiarik, le lit est désormais à sec.

## Vestiges
Dans la partie montagneuse, le long de ses rives se trouvent des ruines de bâtiments destinés aux brebis et aux bergers (des kocharas).

## Irrigation
Les eaux de l'Ilansay sont utilisées en amont pour l'irrigation.